# (500271) 2012 LN19
(500271) 2012 LN19 es un asteroide perteneciente al cinturón de asteroides, descubierto el 29 de mayo de 2012 por el equipo del Mount Lemmon Survey desde el Observatorio del Monte Lemmon, Arizona, Estados Unidos.

## Designación y nombre
Designado provisionalmente como 2012 LN19.

## Características orbitales
2012 LN19 está situado a una distancia media del Sol de 2,696 ua, pudiendo alejarse hasta 3,220 ua y acercarse hasta 2,172 ua. Su excentricidad es 0,194 y la inclinación orbital 12,67 grados. Emplea 1617,57 días en completar una órbita alrededor del Sol.

## Características físicas
La magnitud absoluta de 2012 LN19 es 16,7.